# Ademir da Guia
Ademir da Guia (né le 3 avril 1942 à Rio de Janeiro) est un footballeur et un homme politique brésilien, célèbre pour avoir été un des meilleurs joueurs du Sociedade Esportiva Palmeiras dont il est le joueur le plus capé.
C'est le fils de Domingos da Guia.

## Biographie
Ademir da Guia, fils de Domingos da Guia, naît le 3 avril 1942 à Rio de Janeiro, alors que son père, considéré comme l'un des plus grands milieu de terrain brésiliens de l'histoire, jouait à Palmeiras.

### En club
À l'aube des années soixante, il commence sa carrière dans le club carioca de Bangu comme son père et ses oncles Luiz, Ladislau, et Médio, avant lui. 

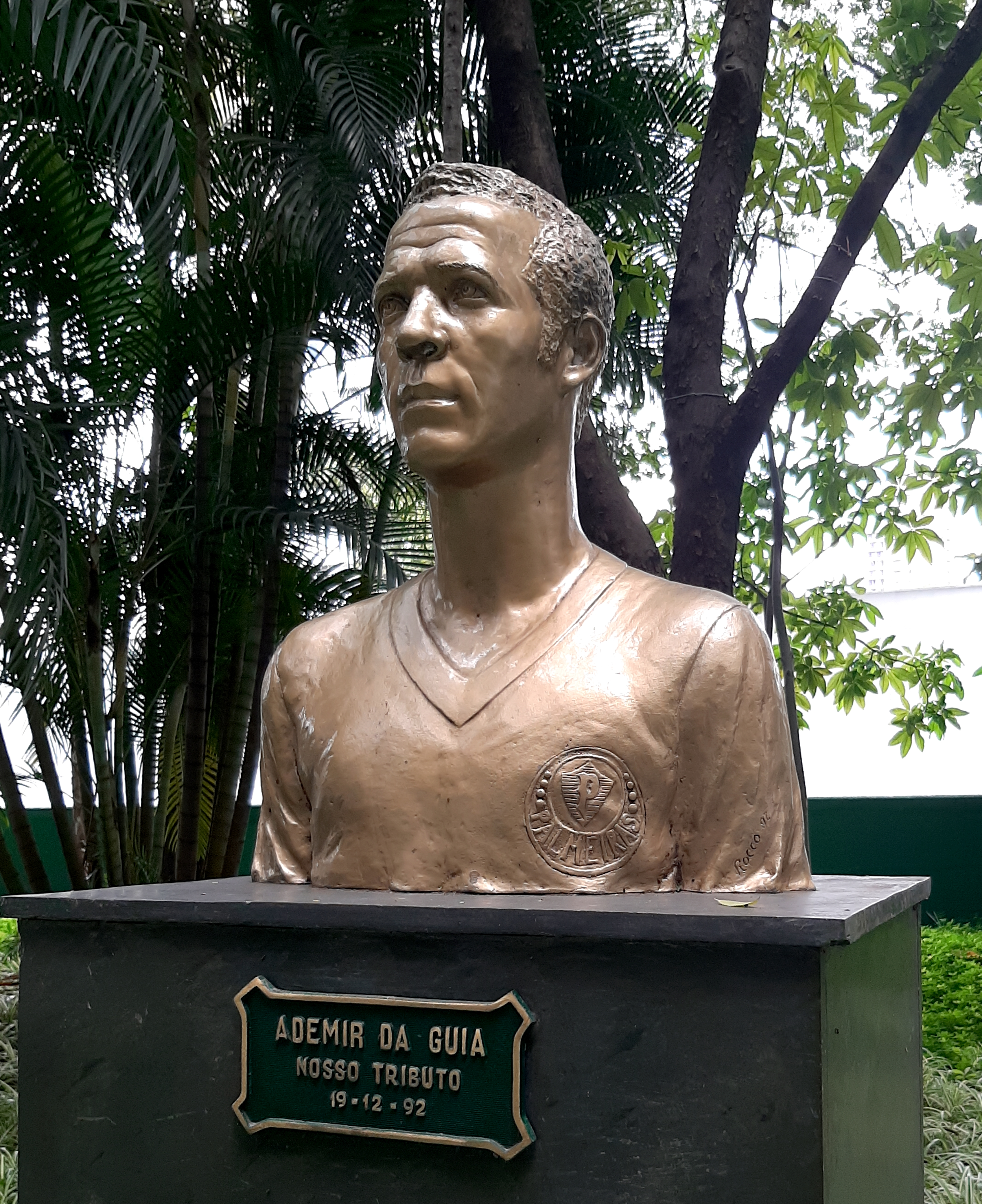
Buste d'Ademir da Guia à l'Allianz Parque.

En 1962, après deux saisons brillantes avec Bangu, il rejoint Palmeiras et y devient une idole des supporters. Il est souvent considéré comme le plus grand joueur de l'histoire du club, et comme l'un des meilleurs milieux formés par le football brésilien. Joueur technique et élégant, au Brésil il est parfois comparé à Zinédine Zidane.
Durant ses années à Palmeiras, il est le joueur majeur d'une période dorée du club appelée Academia de Futebol, qui s'étale des années 60 aux années 70, au cours de laquelle le club gagne de nombreux trophées sur la scène nationale, et est considéré comme le principal rival au Santos de Pelé. Il y forme avec le milieu défensif Dudu (en), un duo renommé et redouté au cœur du jeu.
Pendant ses premières années à Palmeiras, il fait équipe avec des joueurs comme Djalma Santos et Julinho ; puis à partir de la fin des années 60 avec Émerson Leão, Luís Pereira, Leivinha, et César Maluco.
Il met un terme à sa carrière en 1977, après plus de 900 matchs joués et plus de 150 buts marqués pour Palmeiras, ce qui fait de lui le joueur le plus capé et le troisième meilleur buteur du club.

### En équipe du Brésil
Malgré tous ses succès en club, Ademir da Guia n'a pas eu en sélection une carrière à la hauteur de son talent. Comme d'autres joueurs tels que Dirceu Lopes, il fut entravé par la profusion de talents brésiliens à son poste dans sa génération. Ainsi il rata la Coupe du monde 1970 au profit de joueurs comme Tostão, Gérson, Rivelino, et Paulo César ; puis ne fut que remplaçant au cours de la Coupe du monde 1974. Il totalise 9 sélections entre 1965 et 1974.

## Clubs
- 1960-1961 : Bangu  Brésil
- 1962-1977 : Palmeiras  Brésil

## Palmarès

### Titres
Avec SE Palmeiras
- Championnat Brésilien: 
  - Taça Brasil : 1967
  - Tournoi Roberto-Gomes-Pedrosa : 1967, 1969
  - Brasileirão : 1972, 1973
- Tournoi Rio–São Paulo: 1965
- Championnat Paulista: 1963, 1966, 1972, 1974, 1976

### Distinctions
- Bola de Prata : 1972